# Dolany (Mladkov)
Dolany (německy Doland) jsou malá vesnice a část městyse Mladkov v okrese Ústí nad Orlicí. Nachází se asi jeden kilometr jižně od Mladkova. Dolany leží v katastrálním území Mladkov o výměře 6,69 km².
Dolany s Mladkovem vždy úzce souvisely. Na jejich katastru se nachází mladkovské fotbalové i hokejové hřiště, hasičské cvičiště i železniční zastávka Mladkov.

## Historie
První písemná zmínka o vesnici pochází z roku 1720.
Blízkou vazbu Dolan na Mladkov dokazují historická sčítání lidu či dobytka, v nichž byly Dolany typicky uváděny společně s Mladkovem (německy Wichstadtl und Dolan, zatímco jiné vesnice v okolí – např. Petrovičky či Vlčkovice – byly uváděny samostatně.
V pozemkovém katastru z roku 1785 byl Mladkov rozdělen na sedm rolí, z nichž dolanská byla označena číslem 4 a nazvána německy Boden (tj. česky „půda“). Tato role se rozléhala od panského Mlýnského kopce až k hranicím obce Celné. V Mladkově bylo v tom roce 115 domů.
V roce 1840 bylo v Mladkově již 150 domů a dalších sedm v Dolanech. Na nárůstu počtu očíslovaných domů v Mladkově se podílela zejména čísla popisná nově přiřazená stávajícím výměnkům a sušárnám.
Roku 1848 stálo v Dolanech sedm budov s číslem popisným, mezi nimi hájovna a dvůr (statek).